# Bill O’Connor
Bill O’Connor – brytyjski przewodnik górski i narciarski, autor przewodników
Posiada licencję Międzynarodowej Federacji Stowarzyszeń Przewodników Górskich (UIAGM).
Mieszka w Villars-sur-Ollon u podnóży Alp Vaud, pracował jako Dyrektor Edukacji Turystycznej z Marlborough College oraz na Uniwersytecie Loughborough. Dwadzieścia pięć lat swojego życia Bill poświęcił pracy przewodnika w Wielkiej Brytanii, innych rejonach Europy i w górach wysokich Azji.
Bill jest członkiem Klubu Alpejskiego, Alpejskiej Grupy Wspinaczkowej i Alpejskiego Klubu Narciarskiego oraz Królewskiego Towarzystwa Goegraficznego. Kiedy nie prowadzi wypraw w górach, wykłada. Dzieli się swym doświadczeniem, przekazując artykuły i zdjęcia do większości znaczących brytyjskich i zagranicznych pism turystycznych oraz organizuje swoją bibliotekę fotograficzną. Brał udział w przygotowaniu licznych publikacji o tematyce górskej. Jest także autorem cieszących się uznaniem pozycji, takich jak choćby przewodnik po Mont Blanc (Alpine Guidebook to Mont Blanc), przewodnik po terenach wspinaczkowych w rejonie Lake Disctrict (Scrambles in the Lake District) oraz dwutomowy The Trekking Peaks of Nepal przedsatwiający szlaki trekigowe Nepalu.

## Publikacje
- Narciarstwo wysokogórskie w Alpach, t. I,  Wydawnictwo Sklep Podróżnika, 2010, wydanie.I, ISBN 978-83-7136-066-4
- Narciarstwo wysokogórskie w Alpach, t. II,  Wydawnictwo Sklep Podróżnika, 2011,  wydanie I, ISBN 978-83-7136-067-1